# 洪都北大道

## 地理位置
洪都北大道位于江西省南昌市青山湖区，西接洪都大桥，东至洪都中大道北京西路十字路口。
洪都北大道是洪都大道的一部分,另有洪都中大道、洪都南大道，整条道路由北至南贯穿南昌市。

## 名称由来
洪都北大道是的洪都是南昌市古称。

## 交汇道路
西:沿江北大道、青山南路、阳明东路、南京西路、北京西路
东:富大友路、青山北路、青山湖隧道、南京东路、北京东路